# Aeroporto de Sauce Viejo
O Aeroporto Sauce Viejo (IATA: SFN, ICAO: SAAV) serve a cidade de  Santa Fé, província de Santa Fé, Argentina. Está localizado a 17 km do centro da cidade.
O aeroporto foi inicialmente inaugurado em 1955 mas foi totalmente reformado e reaberto em 1995. O aeroporto possui 70,500 m² de pistas, 3,000 m² de terminal e um estacionamento para 150 carros.

## Terminal
| Companhias            | Destinos                         |
| --------------------- | -------------------------------- |
| Aerolíneas Argentinas | Buenos Aires-Aeroparque          |
| Sol Líneas Aéreas     | Buenos Aires-Aeroparque, Rosário |